# David Lack
Pour les articles homonymes, voir Lack.
David Lambert Lack est un ornithologue britannique, né le 16 juillet 1910 à Londres et mort le 12 mars 1973 à Oxford.

## Biographie
Son père, ornithologue passionné, l’encourage à étudier les oiseaux. Il fait ses études à la Gresham's School de Norfolk et au Magdalene College de Cambridge. Lack étudie alors le rouge-gorge européen. Il enseigne jusqu’en 1940, année lors de laquelle il part un an pour étudier le comportement des oiseaux aux Galapagos. Durant la Seconde Guerre mondiale, il travaille sur les premiers radars ce qui lui donne l’idée d’utiliser cette technologie pour l’étude des migrations. En 1945, il devient le directeur de l’Edward Grey Institute of Field Ornithology, fonction qu’il conservera jusqu’à sa mort. Il est à l’origine de nombreuses études sur la biologie d’espèces particulières.
Lack étudie la biologie des populations et la régulation de celle-ci en fonction de leur densité. Il est l’auteur de nombreuses publications dont The Life of the Robin (1943), Darwin’s finches (1947), Swifts in a Tower (1956), The Natural regulation of Animal Numbers (1954), Enjoying ornithology (1965) et Population studies of Birds (1966). Il reçoit la médaille Darwin en 1973.
Il rejoint l’American Ornithologists' Union en 1939 et en est fait membre honoraire en 1946. Il préside le Congrès international ornithologique d’Oxford en 1966.

## Orientation bibliographique
- David L. Lack, Alan L. Hodgkin, L.S.V. Venables, Ernst Mayr, Alister C. Hardy, William Homan Thorpe et Nikolaas Tinbergen (1973). My life as an amateur ornithologist [suivi de In appreciation], Ibis, 115 (3) : 421.

## Source
- Charles H. Blake (1974). Obituary, The Auk, 91 (1) : 239.